# 上泰爾薩河
上泰爾薩河（羅馬化：Verkhnia Tersa）是烏克蘭的河流，河道全長107公里，流域面積1,680平方公里，流經扎波羅熱州和第聶伯羅彼得羅夫斯克州，河水主要來自融雪。